# Калининская (Ростовская область)
Кали́нинская — станица в Цимлянском районе Ростовской области.
Административный центр Калининского сельского поселения.

## История
Станица Калининская основана в 1949 году путем переселения жителей хуторов Челбин, Кондауров и Зацимловский попавших в зону затопления Цимлянского водохранилища.

## Население
| 2010 | 2019  |
| ---- | ----- |
| 990  | ↗1039 |

## Улицы
| - пер. Донской, - пер. Западный, - пер. Крутой, - пер. Майский, - пер. Театральный, - пер. Школьный, | - ул. Вербная, - ул. Молодёжная, - ул. Морская, - ул. Степная, - ул. Центральная. |